# Aubrac

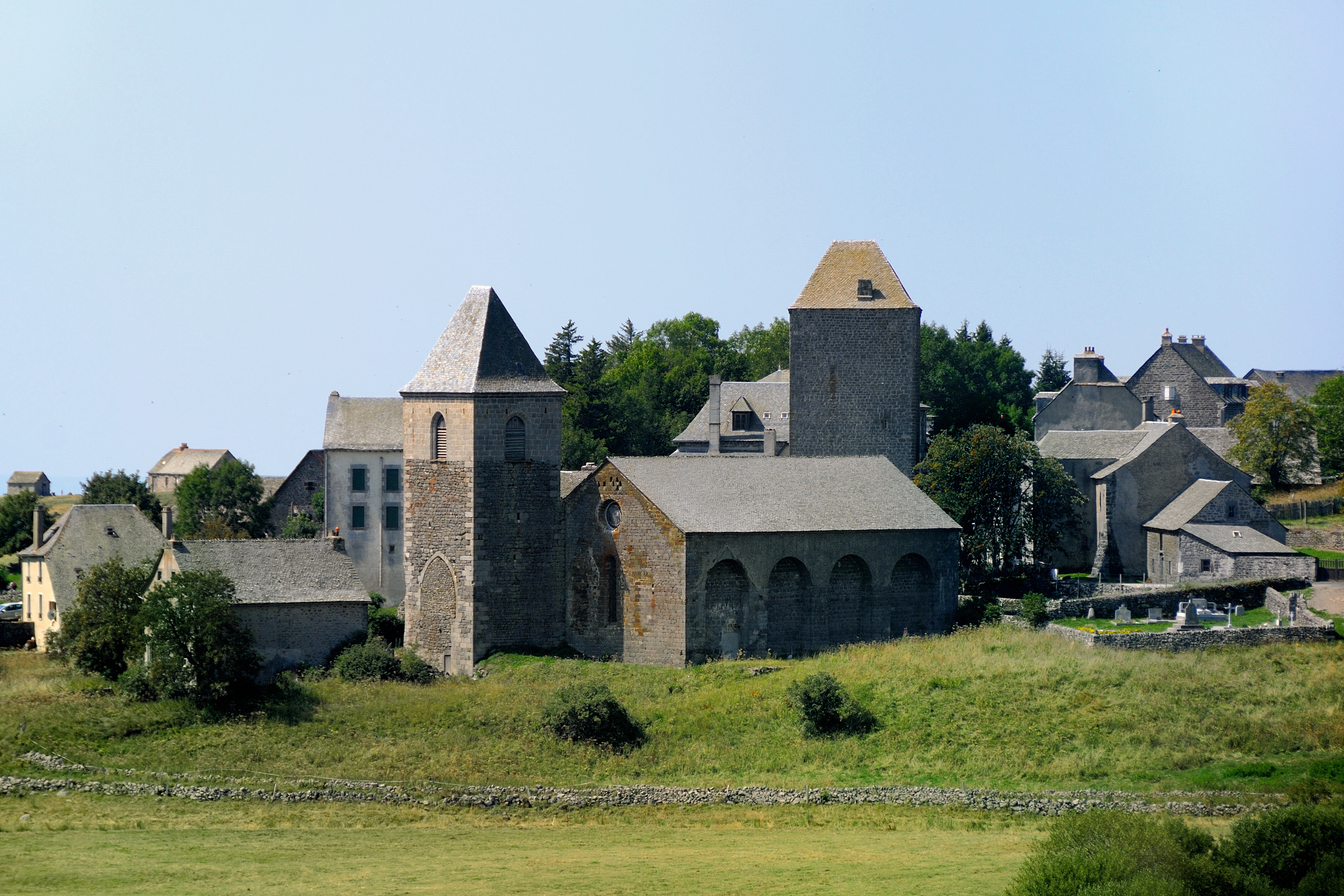
Aubrac mit Kirche des ehemaligen Klosters und Turm

Das Aubrac ist eine Kulturlandschaft im südwestlichen Zentralmassiv in Frankreich, die als Natura-2000-Region anerkannt ist. Das Aubrac gehört zu den drei Départements Cantal, Aveyron und Lozère und damit zu den Regionen Auvergne-Rhône-Alpes und Okzitanien.

## Geografie
Das Aubrac ist ein Hochplateau vulkanischen Ursprungs mit einer Durchschnittshöhe von ca. 1000 m, die höchste Erhebung ist der Gipfel des Signal de Mailhebiau mit 1469 m (Lage: 44° 34′ N, 3° 5′ O). Das Aubrac wird von den Flüssen Truyère im Norden und Lot im Süden eingerahmt.

## Landschaft
Prägende Landschaft des Aubrac ist eine basaltische Hochfläche im Nordwesten des Departements Lozère, die von Flüssen (u. a. Bès, Rimeize) und Seen (Lac de Salhens, Lac de Saint-Andéol u. a.) durchzogen ist. Hauptmerkmal dieser Landschaft ist eine beinahe baumlose, leicht gewellte Hochebene, die an eine Prärie erinnert und für Frankreich eher untypisch ist. Das Aubrac ist sehr dünn besiedelt; das Land wird beinahe ausschließlich zur Rinderzucht verwendet. Das Dorf Aubrac und sein im 12. Jahrhundert gegründetes Hospiz waren namengebend. Die Weiden sind in ihrer Ausdehnung sehr weit und werden mit Stacheldrahtzäunen voneinander abgegrenzt. Teile der Landschaft erstrecken sich auf die benachbarten Départements Cantal im Nordwesten und Aveyron im Südwesten.

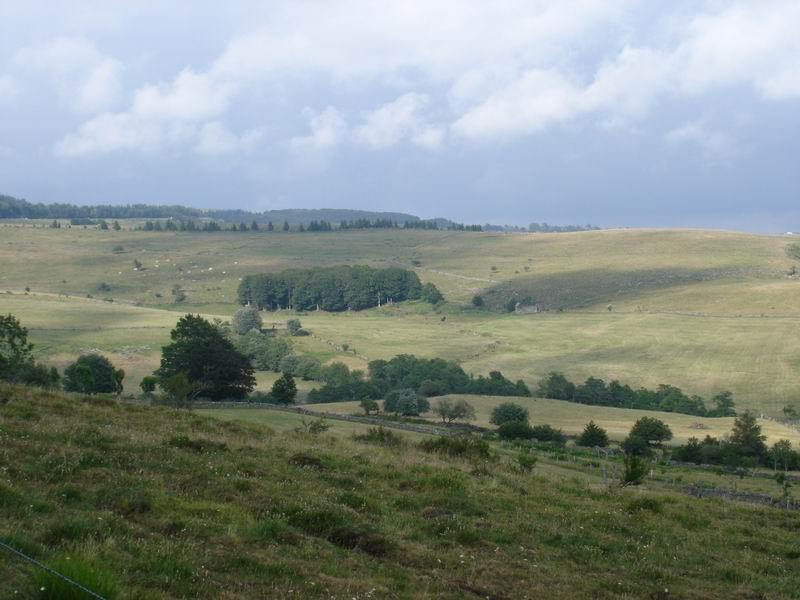
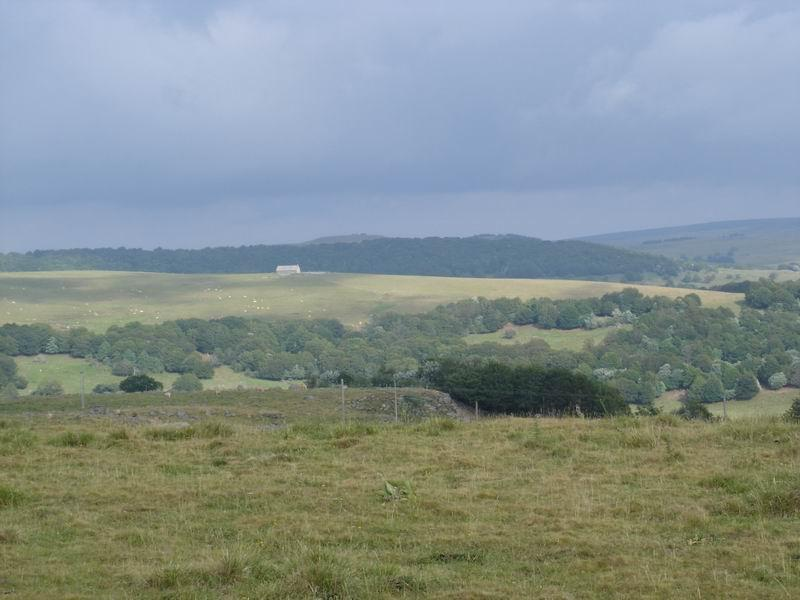
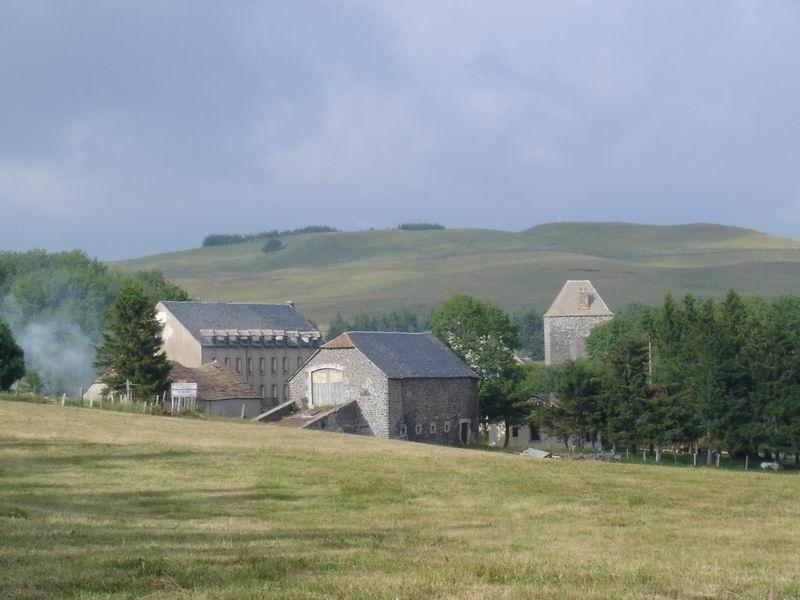
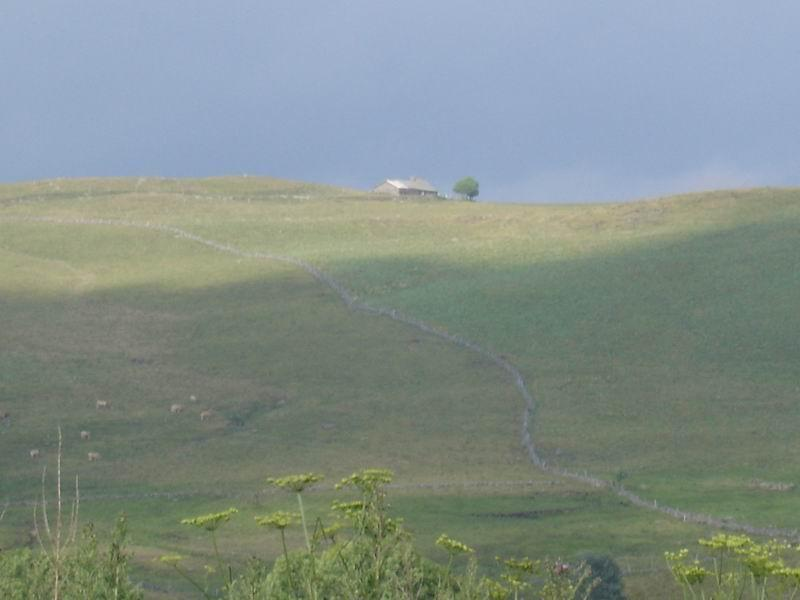

## Gemeinden im Aubrac

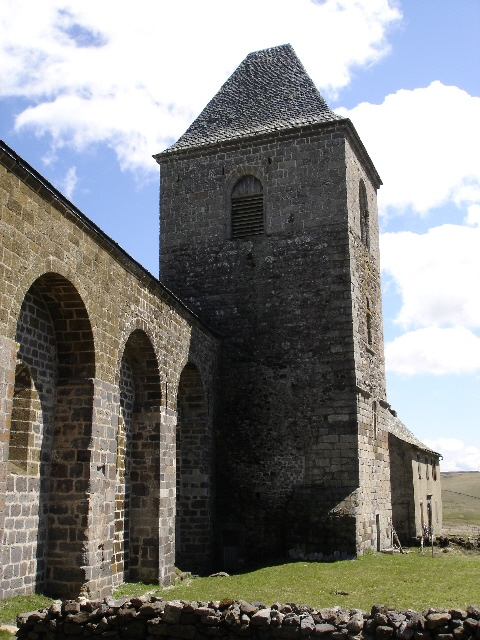
Hospiz in Saint-Chély d’Aubrac

| - Albaret-le-Comtal - Anterrieux - Argences-en-Aubrac - Arzenc-d’Apcher - Brion - Cassuéjouls - Chauchailles - Chaudes-Aigues - Condom-d’Aubrac - Curières - Deux-Verges - Espinasse - Fournels - Fridefont | - Grandvals - Jabrun - La Fage-Montivernoux - La Trinitat - Laguiole - Les Hermaux - Les Salces - Lieutadès - Marchastel - Maurines - Montpeyroux - Nasbinals - Noalhac - Peyre en Aubrac | - Prades-d’Aubrac - Prinsuéjols-Malbouzon - Recoules-d’Aubrac - Saint-Juéry - Saint-Laurent-de-Muret - Saint-Laurent-de-Veyrès - Saint-Martial - Saint-Chély-d’Aubrac - Saint Geniez d’Olt et d’Aubrac - Saint-Rémy-de-Chaudes-Aigues - Saint-Urcize - Soulages-Bonneval - Termes - Trélans |

## Wirtschaft

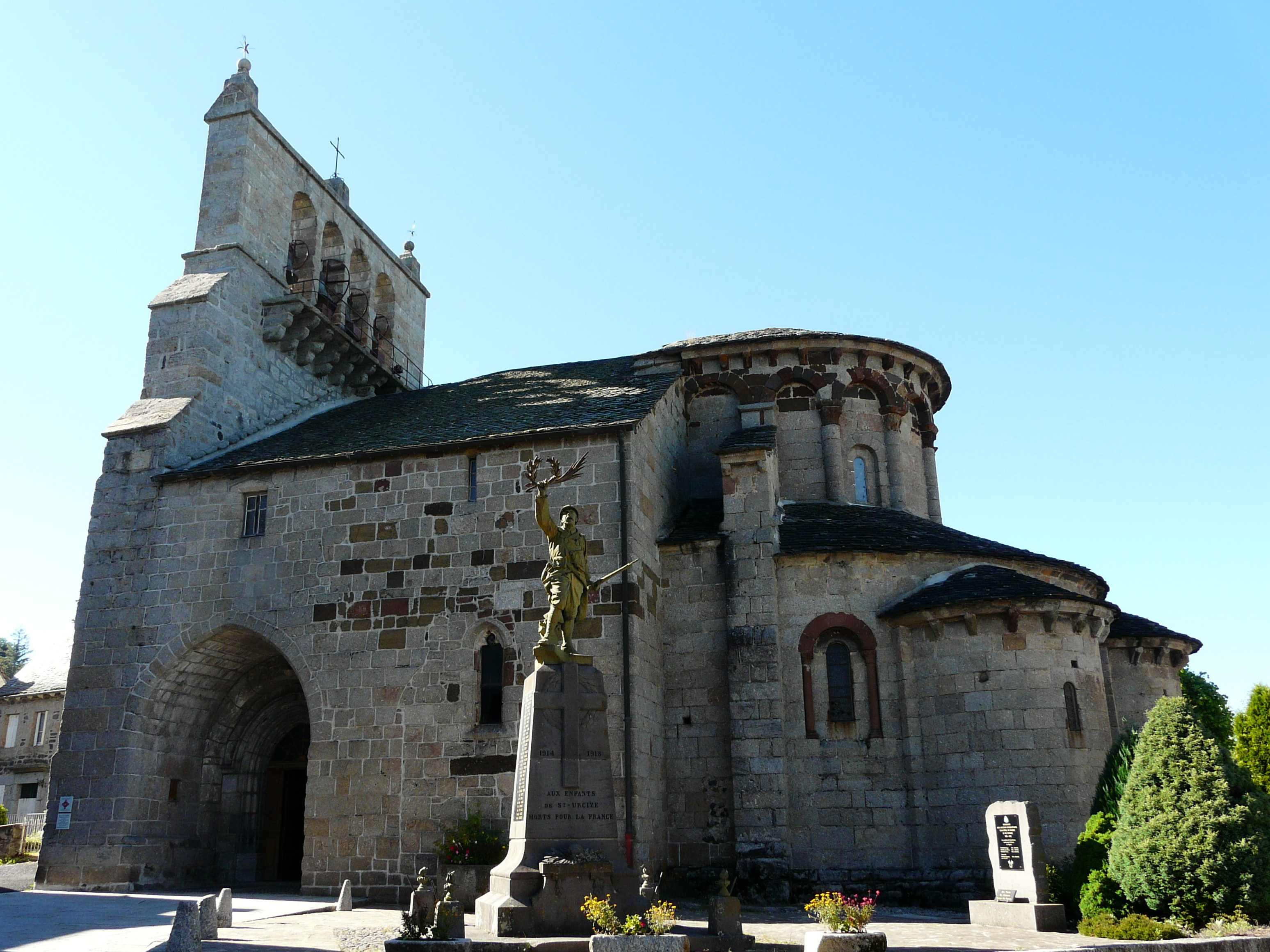
Église Saint-Pierre-et-Saint-Michel in Saint-Urcize

Ackerbau ist in der hochgelegenen und eher feuchten Region kaum möglich – dagegen spielen die Ernte von wilden weißen Narzissenblüten zur Parfümherstellung sowie die Heuernte für die Viehzucht wichtige Rollen in der Landwirtschaft. Bekannt ist die Region durch die hier gezüchtete robuste Hausrindrasse, das Aubrac-Rind. Zudem werden von zahlreichen Manufakturen die Laguiole-Messer hergestellt.

## Tourismus
Einer der französischen Jakobswege, die Via Podiensis (von Le Puy-en-Velay nach Saint-Jean-Pied-de-Port), durchquert das Aubrac; am Wegesrand finden sich mehrere romanische Kirchen und Hospize. Darüber hinaus gibt es auch regionale Wanderwege. Die nur leicht hügelige Landschaft bietet sich im Winter für den Skilanglauf an.
Seit Mai 2018 ist das Gebiet auf Betreiben einer lokalen Initiative auf breiter kommunaler Basis als Regionaler Naturpark Aubrac (französisch: Parc naturel régional de l’Aubrac) anerkannt.